# سیارک ۲۵۱۹۳
سیارک ۲۵۱۹۳ (به انگلیسی: 25193 Taliagreene، نامگذاری:1998SV126) بیست و پنج هزار و صد و نود و سومین سیارک کشف شده‌است که در ۲۶ سپتامبر ۱۹۹۸ کشف شد.
قدر مطلق سیارک برابر ۱۷.۸ است.